# Kisszékely
Kisszékely is een plaats (község) en gemeente in het Hongaarse comitaat Tolna. Kisszékely telt 408 inwoners (2001).

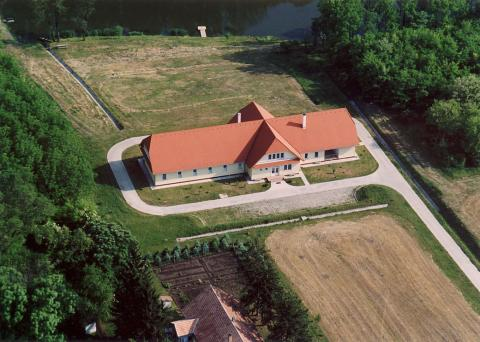
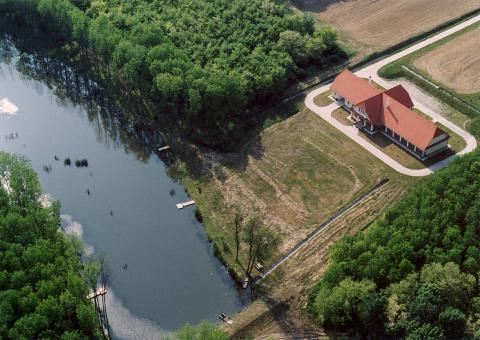
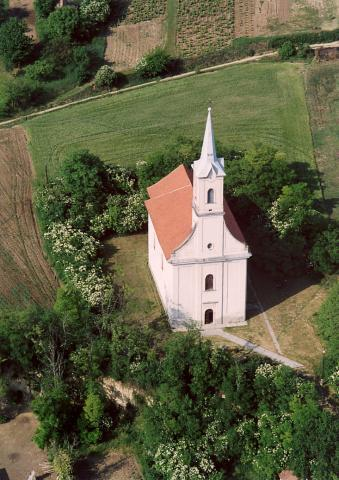